# Henry Apaloryamam Ssentongo
Henry Apaloryamam Ssentongo (* 30. November 1936 in Villa-Maria; † 11. Dezember 2019 in Kampala) war ein ugandischer Geistlicher und römisch-katholischer Bischof von Moroto.

## Leben
Henry Apaloryamam Ssentongo studierte Philosophie und Theologie am Katigondo-Hauptseminar und an der Päpstlichen Universität Urbaniana in Rom. Aufbaustudien in Philosophie, Theologie und Jura absolvierte er in der Schweiz und in Deutschland. Er empfing am 21. Dezember 1963 die Priesterweihe für das Bistum Masaka.
Er war in verschiedenen Funktionen in der Diözese Masaka tätig, unter anderem als Privatsekretär des Apostolischen Nuntius in Uganda. Von 1976 bis 1980 war er Rektor des Bukalasa-Seminars. Ssentongo war von 1981 bis 1988 Generalsekretär der ugandischen Bischofskonferenz.
Papst Johannes Paul II. ernannte ihn am 15. Dezember 1988 zum Weihbischof in Masaka und Titularbischof von Pupiana. Der Bischof von Masaka, Adrian Kivumbi Ddungu, weihte ihn am 18. März des nächsten Jahres zum Bischof; Mitkonsekratoren waren Emmanuel Wamala, Erzbischof von Kampala, und Paul Lokiru Kalanda, Bischof von Moroto.
Am 30. März 1992 wurde er zum Bischof von Moroto ernannt. Papst Franziskus nahm am 20. Februar 2014 seinen altersbedingten Rücktritt an.